# Карипразин
Карипразин, который выпускается под торговыми названиями «Врейлар» в США и «Реагила» в России, Европе, — это атипичный антипсихотик (нейролептик), который используется при лечении шизофрении, маниакальных и депрессивных эпизодов в рамках биполярного расстройства I типа. Имеет высокое сродство с D3 рецептором и является частичным (парциальным) агонистом D2 рецептора с высокой селективностью для D3 рецептора. Положительные результаты для III фазы исследования были опубликованы для шизофрении в начале 2012 года, а для депрессии при биполярном расстройстве I типа результаты были получены для II фазы исследования в 2015 году. Есть мнение, что также препарат может быть использован в качестве дополнительной терапии при большом депрессивном расстройстве.
Права на препарат в настоящий момент принадлежат компаниям Gedeon Richter и Actavis. Препарат получил одобрение FDA 17 сентября 2015 года.

## Показания
Карипразин используется для лечения шизофрении, маниакальных или смешанных эпизодов при биполярном расстройстве I типа и большого депрессивного расстройства (в составе комплексной терапии (США)).

## Побочные эффекты

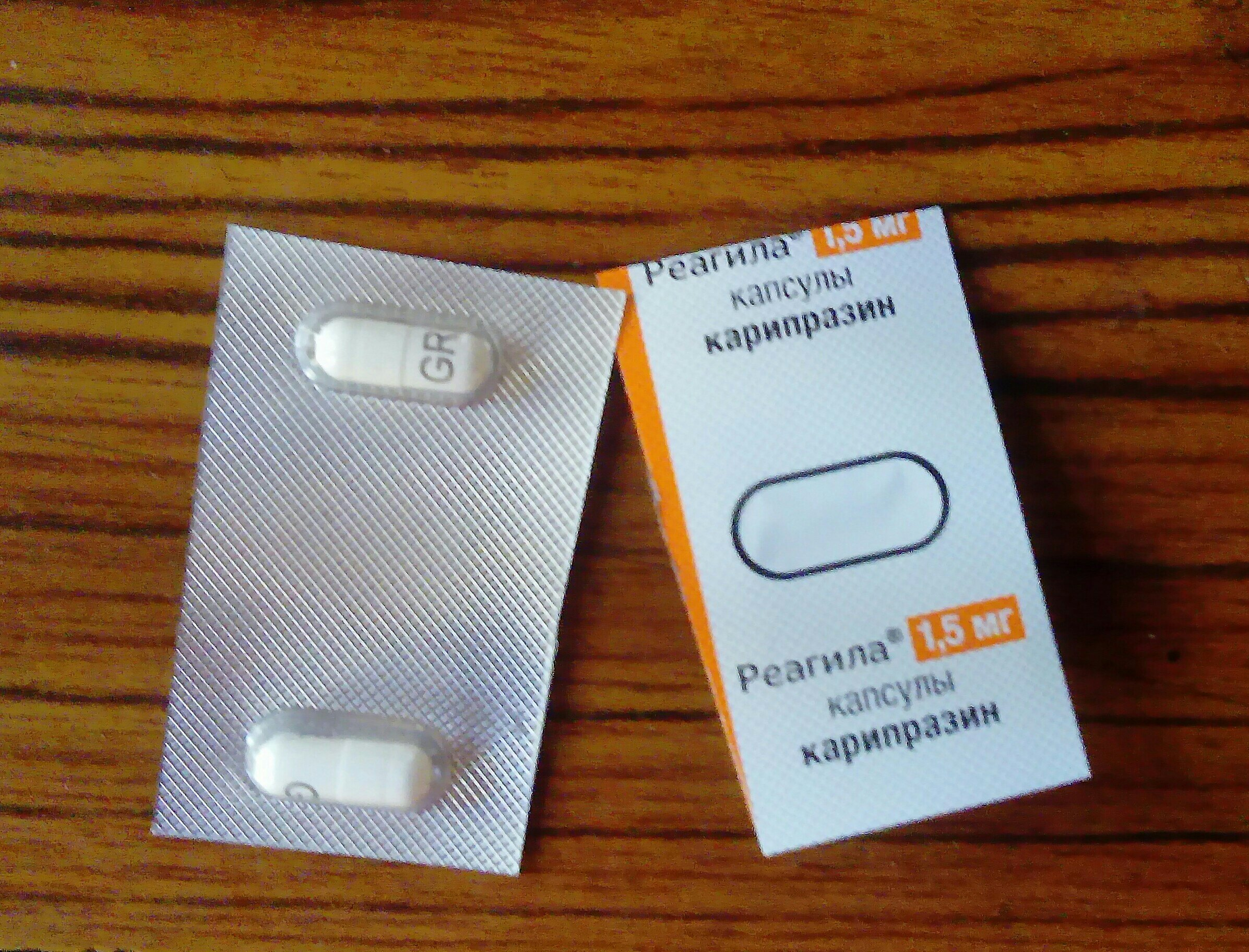
Капсулы «реагилы» (карипразин)

Впервые побочные эффекты могут проявиться в первый день после начала приёма карипразина. Самые распространённые эффекты включают акатизию, бессонницу и набор веса. Заметная прибавка в весе (>7 % от исходной массы тела) наблюдалась у значительно меньшего числа пациентов, чем при приёме рисперидона, хотя этот показатель и был выше, чем при приёме плацебо. При длительном применении потенциально клинически значимое увеличение массы тела было выявлено у 33 % пациентов, а у 8 % пациентов масса тела, наоборот, снизилась. Карипразин не влияет на уровни пролактина и в отличие от многих других нейролептиков не увеличивает интервал QT на ЭКГ. В краткосрочных клинических исследованиях наблюдались экстрапирамидные симптомы, седация, акатизия, тошнота, головокружение, рвота, тревога и запоры. В одном обзоре частота этих явлений была характеризована следующим образом: «побочные эффекты наблюдались не намного чаще, чем у пациентов при приёме плацебо», но в другом присутствие симптомов, связанных с движением, было «достаточно высоким».
Что касается побочных эффектов, в инструкции к карипразину указано, что «возможность изменений в структуре хрусталика или возникновение катаракты в настоящий момент не может быть исключено».

## Фармакология

### Фармакодинамика
| Рецептор | Ki (nM) | ВА (%) | Влияние           |
| --- | ------- | ------ | ----------------- |
| 5-HT1A | 2.6     |        | Частичный агонист |
| 5-HT2A | 18.8    |        | Антагонист        |
| 5-HT2B | 0.58    |        | Антагонист        |
| 5-HT2C | 134     |        | Обратный агонист  |
| 5-HT7 | 111     |        | Антагонист        |
| α1A | 155     |        | Антагонист        |
| D2L | 0.49    | ~40 %  | Частичный агонист |
| D2S | 0.69    | ~40 %  | Частичный агонист |
| D3 | 0.085   | ~60 %  | Частичный агонист |
| H1 | 23.2    |        | Антагонист        |
| mACh | >1,000  |        | Антагонист        |
| Значения по Ki (nM). Чем меньше значение, тем сильнее препарат связывается с рецептором. ВА=внутренняя активность. |         |        |                   |

В отличие от многих нейролептиков, которые являются антагонистами рецепторов D2 и 5-HT2A, карипразин — частичный агонист рецепторов D2 и D3. Рецепторы D2 и D3 являются важными целями в лечении шизофрении, потому что сверхстимуляцию рецепторов дофамина рассматривают как возможную причину шизофрении. Карипразин ингибирует сверхстимулированные рецепторы дофамина (выступая в роли антагониста) и стимулирует те же рецепторы, когда уровень эндогенного дофамина низкий.
Благодаря высокой селективности к D3-рецепторам, расположенным в основном в вентральном стриатуме, побочные эффекты в виде экстрапирамидных нарушений у карипразина могут быть менее выражены, чем у препаратов, действующих преимущественно на рецепторы дофамина дорсальных структур полосатого тела.
Карипразин также влияет на 5-HT1A рецепторы, хоть и сродство значительно меньше, чем сродство с рецепторами дофамина (как показано в исследованиях мозга обезьян и крыс). В тех же исследованиях было отмечено, что карипразин имеет прокогнитивные эффекты, механизмы которых сейчас изучаются. Пример прокогнитивных эффектов был замечен во время доклинических испытаний на крысах: крысы под влиянием карипразина показывали лучшие результаты во время скополамин-индуцированной модели ухудшения обучения в водном лабиринте Морриса. Это может быть вызвано селективной антагонистической природой D3 рецепторов, хотя предстоит провести ещё немало исследований. Эти результаты могут быть полезны для изучения шизофрении, так как в том числе симптомы включают в себя когнитивные расстройства.
В зависимости от уровня эндогенного дофамина карипразин может выступать в роли частичного агониста или антагониста дофаминовых рецепторов. При высоких уровнях эндогенного дофамина (предположительно при шизофрении) карипразин блокирует дофаминовые рецепторы, проявляя свойства антагониста. Когда уровень эндогенного дофамина низкий, препарат действует как агонист, повышая активность дофаминовых рецепторов. В исследованиях, проводимых на обезьянах, введение повышенных доз карипразина привело к дозозависимому и насыщаемому снижению определённого связывания с рецепторами. При самой высокой дозировке (300 μг/кг), рецепторы D2/D3 были задействованы на 94 %, в то время как при минимальной дозировке (1 μг/кг), они были задействованы на 5 %.

### Фармакокинетика
Карипразин имеет высокую биодоступность при пероральном приеме, способен проникать через гематоэнцефалический барьер. У крыс биодоступность при пероральном введении препарата была 52 % (при дозировке 1 мг/кг).
Карипразин метаболизируется преимущественно цитохромом P450 3A4 изоэнзим (CYP3A4), частично метаболизируется через CYP2D6. Карипразин не стимулирует выработку CYP3A4 или CYP1A2 в печени, и слабо угнетает CYP2D6 и CYP3A4.

## Исследования
Карипразин исследовался для оценки возможностей в купировании различных симптомов шизофрении и биполярного расстройства I типа. Была установлена потенциальная эффективность в отношении позитивных, негативных и когнитивных симптомов, а также маниакальных или смешанных и депрессивных эпизодов биполярного расстройства I типа.